# Miss Egipto
Miss Egipto (en árabe: ملكة جمال مصر‎, romanizado: malikat jamal misr, lit. 'Reina de belleza de Egipto') es un concurso de belleza nacional en Egipto. Se encarga de seleccionar a las representantes del país para el concurso Miss Eco Internacional. 

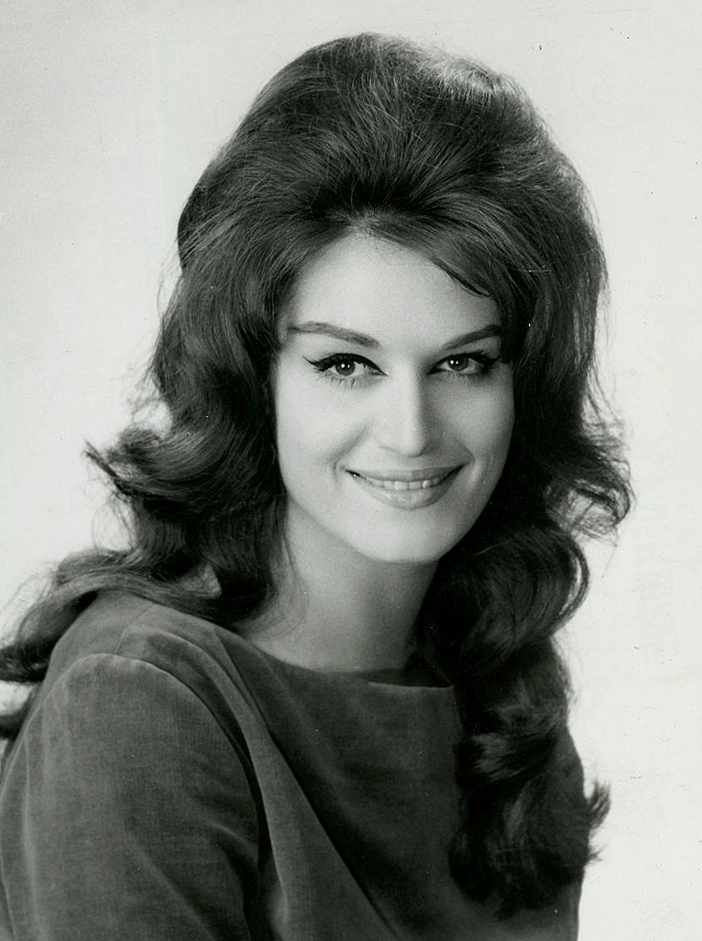
Fotografía del año 1961 de la Miss Egipto 1954, Dalida (1933-1987).

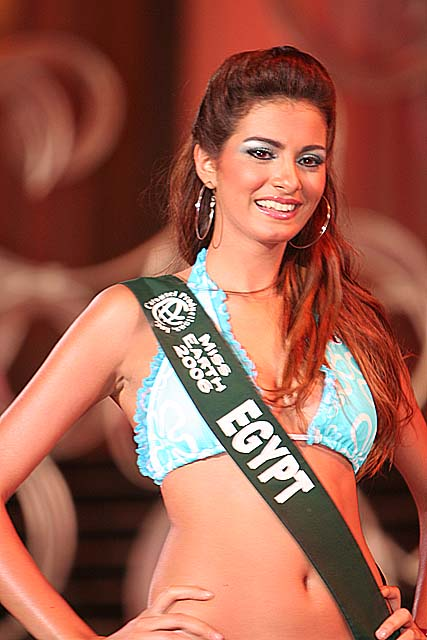
Fotografía de la Miss Egipto 2005, Meriam George en el Miss Tierra 2006, dentro de las 8 finalistas, en Filipinas.

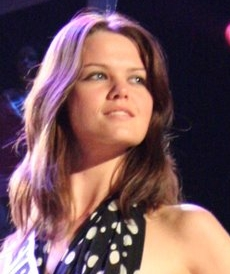
Fotografía de Ehsan Hatem, Miss Egipto Universo 2007.

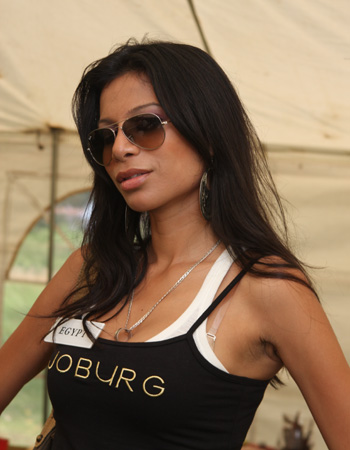
Fotografía de Sanna Hamed, Miss Egipto Mundo 2008.

## Historia
El primer concurso de Miss Egipto se celebró en 1927. Charlotte Wassef ganó el concurso en 1934 y también fue coronada Miss Universo 1935 en Bruselas. La única ganadora de Miss Egipto que obtuvo el título de Miss Mundo fue Antigone Costanda, que fue Miss Egipto 1953 y Miss Mundo 1954. Miss Egipto 1954 fue Iolanda Gigliotti, quien más tarde se conoció como Dalida debido a su carrera de canto y cine.
Entre 1986 y 2011, el concurso ha sido patrocinado por Pantene. Miss Egipto 2003, Horreya Farghally renunció a su título tras los rumores de su matrimonio secreto en la prensa. Farghally fue reemplazada por Nour El-Semary. En 2011, el concurso fue cancelado por la revolución del 25 enero. Entre 2012 y 2013 también fue cancelado por falta de patrocinio y recursos económicos.
En 2014, el concurso regresó y se seleccionaron representantes para Miss Universo, Miss Mundo y Miss Tierra.
En 2016, el concurso pasó a ser conocido como Miss Egypt Bent Masr (en árabe: ملكة جمال مصر بنت مصر‎, lit. 'Reina de belleza de Egipto: chica de Egipto') bajo la dirección de Amaal Rezk. Desde ese año, la ganadora compite en el concurso Miss Eco Internacional, que es organizado por la misma empresa de Miss Egipto.

## Ganadoras
| Año  | Miss Egipto                | Nombre en árabe |
| ---- | -------------------------- | --------------- |
| 1927 | Yolanda Kassar             |                 |
| 1934 | Charlotte Wassef           |                 |
| 1953 | Antigone Costanda          |                 |
| 1954 | Iolanda Gigliotti (Dalida) |                 |
| 1956 | Norma Dugo                 |                 |
| 1958 | Leila Saad                 |                 |
| 1965 | Omaima Emara               |                 |
| 1986 | Hoda Aboud                 |                 |
| 1987 | Heba Khalaf                |                 |
| 1988 | Amina Sami El Shelbaya     |                 |
| 1989 | Sally Attah                |                 |
| 1990 | Dalia El Behery            |                 |
| 1993 | Lamia El Noshy             |                 |
| 1994 | Ghada El Salem             |                 |
| 1995 | Perihan Adel Rohiem        |                 |
| 1996 | Amel Shawky Soleiman       |                 |
| 1997 | Iman Abdilla Thakeb        |                 |
| 1998 | Karine Fahmy               |                 |
| 1999 | Angie Abdalla              |                 |
| 2001 | Sarah Shaheen              |                 |
| 2002 | Sally Shaheen              |                 |
| 2003 | Horeya Farghaly (renunció) |                 |
| 2003 | Nour El-Semary (asumió)    |                 |
| 2004 | Heba Ahmed El Sisy         |                 |
| 2005 | Meriam George              |                 |
| 2006 | Fawzia Mohamed             |                 |
| 2007 | Ehsan Hatem El Kirdany     |                 |
| 2008 | Yara Naoum                 |                 |
| 2009 | Elham Wagdy                |                 |
| 2010 | Donia Hamed                | دنيا حامد       |
| 2014 | Lara Debbana               | لارا دبانة      |
| 2016 | Kira Al-Sabah              | كيرا الصباح     |
| 2017 | Farah Shabaan              | فرح شعبان       |
| 2018 | Reem Raafat                | ريم رأفت        |
| 2019 | Alaa Atef                  | آلاء عاطف       |
| 2020 | Nesma Atallah              | نسمة عطالله     |
| 2021 | Nadeen Al-Jayar            | نادين الجيار    |
| 2022 | Hagar Mohamed              | هاجر محمد       |
| 2023 | Salma Al-Jabri             | سلمى الجابري    |
| 2024 | Salma Ali                  | سلمى علي        |

## Representación internacional
Las siguientes mujeres han representado a Egipto en los Cuatro Grandes concursos de belleza internacionales, los cuatro principales concursos de belleza internacionales para mujeres. Estos certámenes son el Miss Mundo, el Miss Universo, el Miss Internacional y el Miss Tierra.
A partir del año 2017, la organización Miss Egipto solo tiene la franquicia de Miss Universo y enviará a su ganador al Miss Universo.

### Miss Universo Egipto
: Declarada como ganadora
     : Terminó como finalista
     : Terminó como una de las semifinalistas o cuartofinalistas
     : Terminó como ganadora de premios especiales
Desde 2017, Miss Universo Egipto es seleccionada por una organización diferente.
| Año                                                                                    | Gobernación                                                                         | Miss Egipto                                                                         | Posición en Miss Universo                                                           | Premios especiales                                                                  | Notas |
| Dirección de Josh Yugen: titular de la franquicia de Miss Universo a partir de 2023    | Dirección de Josh Yugen: titular de la franquicia de Miss Universo a partir de 2023 | Dirección de Josh Yugen: titular de la franquicia de Miss Universo a partir de 2023 | Dirección de Josh Yugen: titular de la franquicia de Miss Universo a partir de 2023 | Dirección de Josh Yugen: titular de la franquicia de Miss Universo a partir de 2023 | Dirección de Josh Yugen: titular de la franquicia de Miss Universo a partir de 2023                           |
| -------------------------------------------------------------------------------------- | ----------------------------------------------------------------------------------- | ----------------------------------------------------------------------------------- | ----------------------------------------------------------------------------------- | ----------------------------------------------------------------------------------- | --- |
| 2024                                                                                   | Alejandría                                                                          | Logina Salah                                                                        | Top 30                                                                              |                                                                                     | |
| 2023                                                                                   | El Cairo                                                                            | Mohra Tantawy                                                                       | No clasificó                                                                        |                                                                                     | |
| Dirección de Hoda Aboud: titular de la franquicia de Miss Universo entre 2017 y 2019   |                                                                                     |                                                                                     |                                                                                     |                                                                                     | |
| No compitió entre 2020 y 2022                                                          |                                                                                     |                                                                                     |                                                                                     |                                                                                     | |
| 2019                                                                                   | El Cairo                                                                            | Aya Abdelrazik                                                                      | No compitió                                                                         | No compitió                                                                         | Aya Abdelrazik asumió el título después de que Diana Hamed fuera destituida.                                  |
| 2019                                                                                   | El Cairo                                                                            | Diana Hamed                                                                         | No clasificó                                                                        |                                                                                     | Destituida tras competir en Miss Universo 2019, su segunda finalista, Aya Abdelrazik, la reemplazó.           |
| 2018                                                                                   | Mar Rojo                                                                            | Nariman Khaled                                                                      | No clasificó                                                                        |                                                                                     | |
| 2017                                                                                   | El Cairo                                                                            | Farah Sedky                                                                         | No clasificó                                                                        | - Miss Simpatía                                                                     | |
| Dirección Youssef Spahi: titular de la franquicia de Miss Universo entre 1998 y 2014   |                                                                                     |                                                                                     |                                                                                     |                                                                                     | |
| No compitió 2015 y 2016                                                                |                                                                                     |                                                                                     |                                                                                     |                                                                                     | |
| 2014                                                                                   | El Cairo                                                                            | Lara Debbana                                                                        | No clasificó                                                                        |                                                                                     | |
| No compitió entre 2012 y 2013                                                          |                                                                                     |                                                                                     |                                                                                     |                                                                                     | |
| 2011                                                                                   | El Cairo                                                                            | Sara El-Khouly                                                                      | No clasificó                                                                        |                                                                                     | El-Khouly, 1.ª finalista del año anterior, fue designada después de que Miss Egipto 2011 se cancelara.        |
| 2010                                                                                   | El Cairo                                                                            | Donia Hamed                                                                         | No clasificó                                                                        |                                                                                     | |
| 2009                                                                                   | El Cairo                                                                            | Elham Wagdy                                                                         | No clasificó                                                                        |                                                                                     | |
| 2008                                                                                   | El Cairo                                                                            | Yara Naoum                                                                          | No clasificó                                                                        |                                                                                     | |
| 2007                                                                                   | Alejandría                                                                          | Ehsan Hatem El Kirdany                                                              | No clasificó                                                                        |                                                                                     | |
| 2006                                                                                   | El Cairo                                                                            | Fawzia Mohamed                                                                      | No clasificó                                                                        |                                                                                     | |
| 2005                                                                                   | El Cairo                                                                            | Meriam George                                                                       | No clasificó                                                                        |                                                                                     | |
| 2004                                                                                   | Dacalia                                                                             | Heba Ahmed El Sisy                                                                  | No clasificó                                                                        | - Mejor Traje Nacional (Top 10)                                                     | |
| 2003                                                                                   | El Cairo                                                                            | Nour El-Semary                                                                      | No clasificó                                                                        |                                                                                     | El-Semary asumió el título después de que la ganadora original renunciara antes de competir en Miss Universo. |
| 2002                                                                                   | El Cairo                                                                            | Sally Shaheen                                                                       | No clasificó                                                                        |                                                                                     | |
| 2001                                                                                   | El Cairo                                                                            | Sarah Shaheen                                                                       | No clasificó                                                                        |                                                                                     | |
| 2000                                                                                   | El Cairo                                                                            | Ranea El Sayed                                                                      | No clasificó                                                                        |                                                                                     | |
| 1999                                                                                   | Alejandría                                                                          | Angie Abdalla                                                                       | No clasificó                                                                        |                                                                                     | |
| 1998                                                                                   | El Cairo                                                                            | Karine Fahmy                                                                        | No clasificó                                                                        |                                                                                     | |
| Dirección de Marie France: titular de la franquicia de Miss Universo entre 1987 y 1997 |                                                                                     |                                                                                     |                                                                                     |                                                                                     | |
| 1997                                                                                   | Alejandría                                                                          | Iman Abdilla Thakeb                                                                 | No clasificó                                                                        |                                                                                     | |
| 1996                                                                                   | El Cairo                                                                            | Hadeel Abd El Naga                                                                  | No clasificó                                                                        |                                                                                     | |
| 1995                                                                                   | El Cairo                                                                            | Nadia El Ezz                                                                        | No clasificó                                                                        |                                                                                     | |
| 1994                                                                                   | El Cairo                                                                            | Ghada El Salem                                                                      | No clasificó                                                                        |                                                                                     | |
| 1993                                                                                   | No compitió                                                                         | No compitió                                                                         | No compitió                                                                         | No compitió                                                                         | No compitió                                                                                                   |
| 1992                                                                                   | El Cairo                                                                            | Lamina Noshi                                                                        | No clasificó                                                                        |                                                                                     | |
| 1991                                                                                   | No compitió                                                                         | No compitió                                                                         | No compitió                                                                         | No compitió                                                                         | No compitió                                                                                                   |
| 1990                                                                                   | Gharbia                                                                             | Dalia El Behery                                                                     | No clasificó                                                                        |                                                                                     | |
| 1989                                                                                   | El Cairo                                                                            | Sally Atta                                                                          | No clasificó                                                                        |                                                                                     | |
| 1988                                                                                   | Alejandría                                                                          | Amina Sami El Shelbaya                                                              | No clasificó                                                                        |                                                                                     | |
| 1987                                                                                   | Alejandría                                                                          | Hoda Aboud                                                                          | No clasificó                                                                        |                                                                                     | |

### Miss Egipto Mundo
Significado del Color
- Declarada como Ganadora
- Terminó en segundo lugar
- Terminó como una de las finalistas o semi-finalistas

| Año  | Miss Egipto           | Representando | Colocación | Premios Especiales |
| 1987 | Heba Khalef           | Alejandría    | Ninguno    |                    |
| 1988 | Dina El Nagar         | Cairo         | Ninguno    |                    |
| 1990 | Dalia El Behery       | Gharbia       | Ninguno    |                    |
| 1997 | Amel Shawky Soleiman  | Cairo         | Ninguno    |                    |
| 2004 | Heba Ahmed El Sisy    | Dacalia       | Ninguno    |                    |
| 2008 | Sanna Ismail Hamed    | Cairo         | Ninguno    |                    |
| 2009 | Samah Adel Shalaby    | Cairo         | Ninguno    |                    |
| 2010 | Sara El-Khouly        | Cairo         | Ninguno    |                    |
| 2011 | Donia Hamed           | Cairo         | Ninguno    |                    |
| 2014 | Amina Ashraf          | Cairo         | Ninguno    |                    |
| 2016 | Nadeen Osama El Sayed | Cairo         | Ninguno    |                    |
| 2017 | Farah Shaaban         | Cairo         | Ninguno    |                    |
| 2018 | Mony Helal            | Cairo         | Ninguno    |                    |

- En 2016, la organizadora Miss Egipto Mundo se hizo cargo de la franquicia del Miss Mundo en Egipto.

### Miss Egipto Internacional
Significado del Color
- Declarada como Ganadora
- Terminó en segundo lugar
- Terminó como una de las finalistas o semi-finalistas

| Año  | Miss Egipto         | Representando | Colocación | Premios Especiales |
| 1999 | Angie Abdalla       | Alejandría    | Ninguno    |                    |
| 2000 | Hagar El Taher      | Cairo         | Ninguno    |                    |
| 2004 | Dina Abel           | Cairo         | Ninguno    |                    |
| 2006 | Elham Wagdy         | Cairo         | Ninguno    |                    |
| 2007 | Madonna Khaled Adib | Cairo         | Ninguno    |                    |
| 2014 | Perihan Fateen      | Cairo         | Ninguno    |                    |
| 2018 | Farah Sedky         | Cairo         | Ninguno    |                    |

### Miss Egipto Tierra
Significado del Color
- Declarada como Ganadora
- Terminó en segundo lugar
- Terminó como una de las finalistas o semi-finalistas

| Año  | Miss Egipto       | Representando | Colocación | Premios Especiales     |
| 2002 | Ines Gohar        | Cairo         | Ninguno    |                        |
| 2004 | Arwa Yhaia Gouda  | Alejandría    | Top 16     |                        |
| 2005 | Elham Wagdy       | Cairo         | Ninguno    |                        |
| 2006 | Meriam George     | Cairo         | Top 8      |                        |
| 2010 | Doa Hakam El Mal  | Cairo         | Ninguno    |                        |
| 2014 | Nancy Magdy       | Cairo         | Top 16     | · Mejor Traje Nacional |
| 2015 | Imaj Ahmed Hassan | Cairo         | Ninguno    | · Muñeco de Nieve      |
| 2018 | Lamia Fathi       | Cairo         | Ninguno    |                        |

## Antes del Miss Egipto

### Representantes del Miss Mundo
| Año  | Miss Egipto Mundo | Ocupación       | Premios Especiales |
| 1953 | Marina Papaelia   | 2° Finalista    |                    |
| 1954 | Antigone Costanda | Miss Mundo 1954 |                    |
| 1956 | Norma Dugo        | Ninguno         |                    |

### Representantes delConcurso Internacional de Belleza
| Año  | Miss Egipto Universo | Colocación         | Premios Especiales |
| 1935 | Charlotte Wassef     | Miss Universo 1935 |                    |